# Economie van Bulgarije

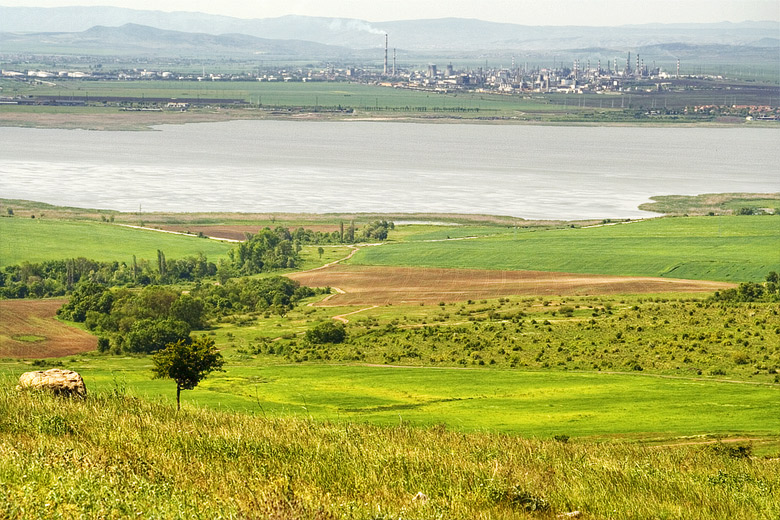
Landbouw en industrie in Oost-Bulgarije

Bulgarije is een industrialiserend land met sinds 1990 een vrijemarkteconomie, met een kleine publieke sector die recentelijk grotendeels is geprivatiseerd. Bulgarije is een midden-inkomenland volgens de World Bank met een bruto nationaal inkomen per hoofd van de bevolking van de VS 5.490 dollar in 2008. Daarmee is het het armste land van de Europese Unie. Bulgarije is lid van de Europese Unie, de Wereldhandelsorganisatie en de Verenigde Naties. Bulgarije heeft een groeiende economie die bedrijven aantrekt met zeer concurrerende lage belastingen.

## Geschiedenis van de Bulgaarse economie
Tot 1989 had Bulgarije een economie in de Sovjetstijl waarin bijna alle landbouw- en industriële ondernemingen door de staat beheerd werden. Een stagnerende economie, tekort aan voedsel, energie, en consumptiegoederen, een enorme buitenlandse schuld, en verouderde en inefficiënte industriële complexen spoorden pogingen aan tot marktgerichte hervorming in de jaren 90. De economie van Bulgarije zakte sterk in na 1989 door het uiteenvallen van de Sovjet-Unie. De levensstandaard zakte 40%.

## Algemeen
Traditioneel is Bulgarije een landbouwland. Sinds de Tweede Wereldoorlog is het land echter aanzienlijk geïndustrialiseerd. De belangrijke industrieën zijn de machinebouw, metaalbewerking, voedselverwerking, techniek en de productie van chemische producten, textiel en elektronica. De belangrijkste mineralen van Bulgarije zijn bauxiet, koper, lood, zink, steenkool, bruinkool, ijzererts, olie en aardgas. De landbouw vertegenwoordigt meer dan 20 % van het bruto nationaal product en stelt hetzelfde percentage van het aantal arbeidskrachten te werk. De belangrijkste gewassen zijn tarwe, oliezaad, graan, gerst, groenten en tabak. Druiven en ander fruit, evenals rozen, worden ook gekweekt, en de productie van wijn en brandewijn is belangrijk voor de economie. Meer dan 80 % van de handel van Bulgarije vindt plaats met de vroegere landen van de Sovjet-Unie.
- Munteenheid: Lev (Лев), koers 1 Lv. (Лв.) = € 0,514 (De Lev is gekoppeld aan de euro, en was daarvoor 1:1 uitwisselbaar tegen de D-mark, vandaar dezelfde wisselkoers)
- BNP (2000): 12,4 miljard US$ (1520$ per inwoner)
- Inflatie: 4,8% (2001)
- Werkloosheid: 13,5% (2002)
- Landbouwproducten: granen, maïs, wijn, aardappelen, tabak
- Industrie: voedingsmiddelen, metaalbewerking, chemische industrie, machines
- Grondstoffen: aardolie, steenkool, ijzer, koper, mangaan, lood, zink
- Export: 4,825 miljard US$ (2001)
- Exportproducten: halffabricaten, machines, industrieproducten
- Exportlanden: Italië (14%), Duitsland (10%), Griekenland (9%)
- Import: 6 miljard US$ (2001)
- Importproducten: brandstof, halffabricaten, machines
- Importlanden: Rusland (20%), Duitsland (15%), Italië 8%

Albanië · Andorra · Azerbeidzjan · België · Bosnië en Herzegovina · Bulgarije · Cyprus · Denemarken · Duitsland · Estland · Finland · Frankrijk · Georgië · Griekenland · Hongarije · IJsland · Ierland · Italië · Kroatië · Letland · Liechtenstein · Litouwen · Luxemburg · Malta · Moldavië · Monaco · Montenegro · Nederland · Noord-Macedonië · Noorwegen · Oekraïne · Oostenrijk · Polen · Portugal · Roemenië · Rusland · San Marino · Servië · Slovenië · Slowakije · Spanje · Tsjechië · Turkije · Vaticaanstad · Verenigd Koninkrijk · Wit-Rusland · Zweden · Zwitserland